# Blake et Mortimer

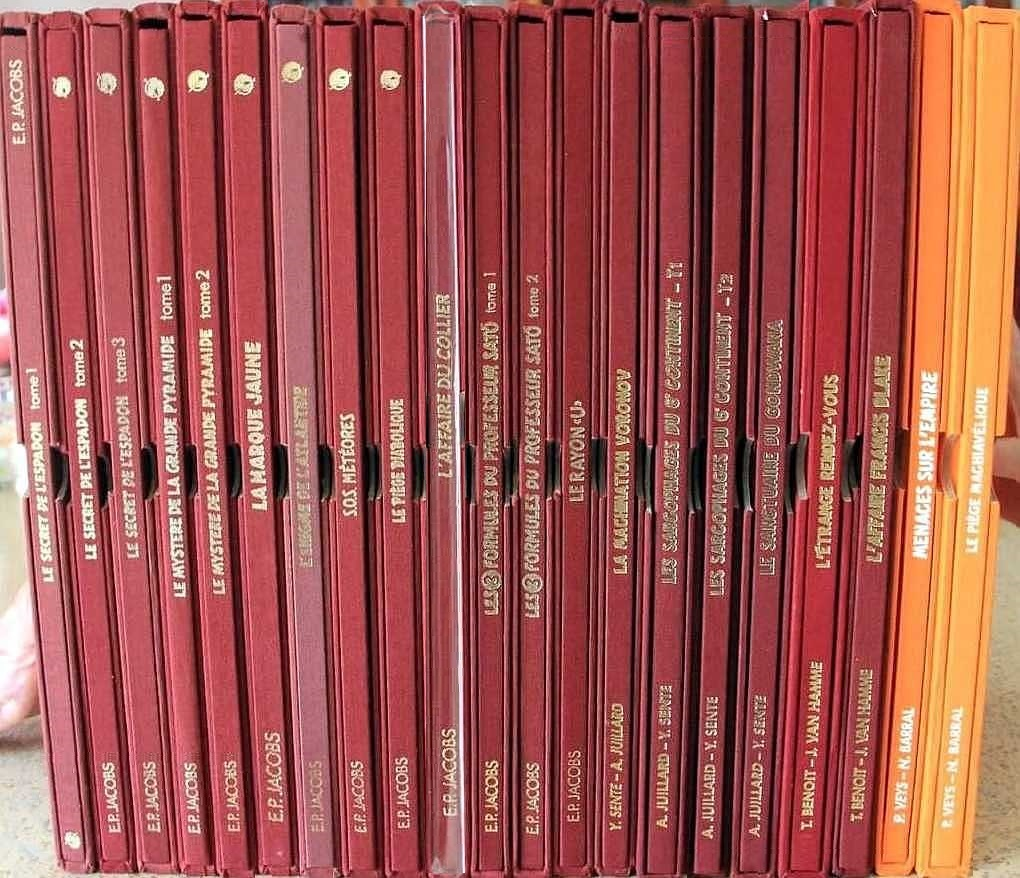
Tirages de Luxe de la série.

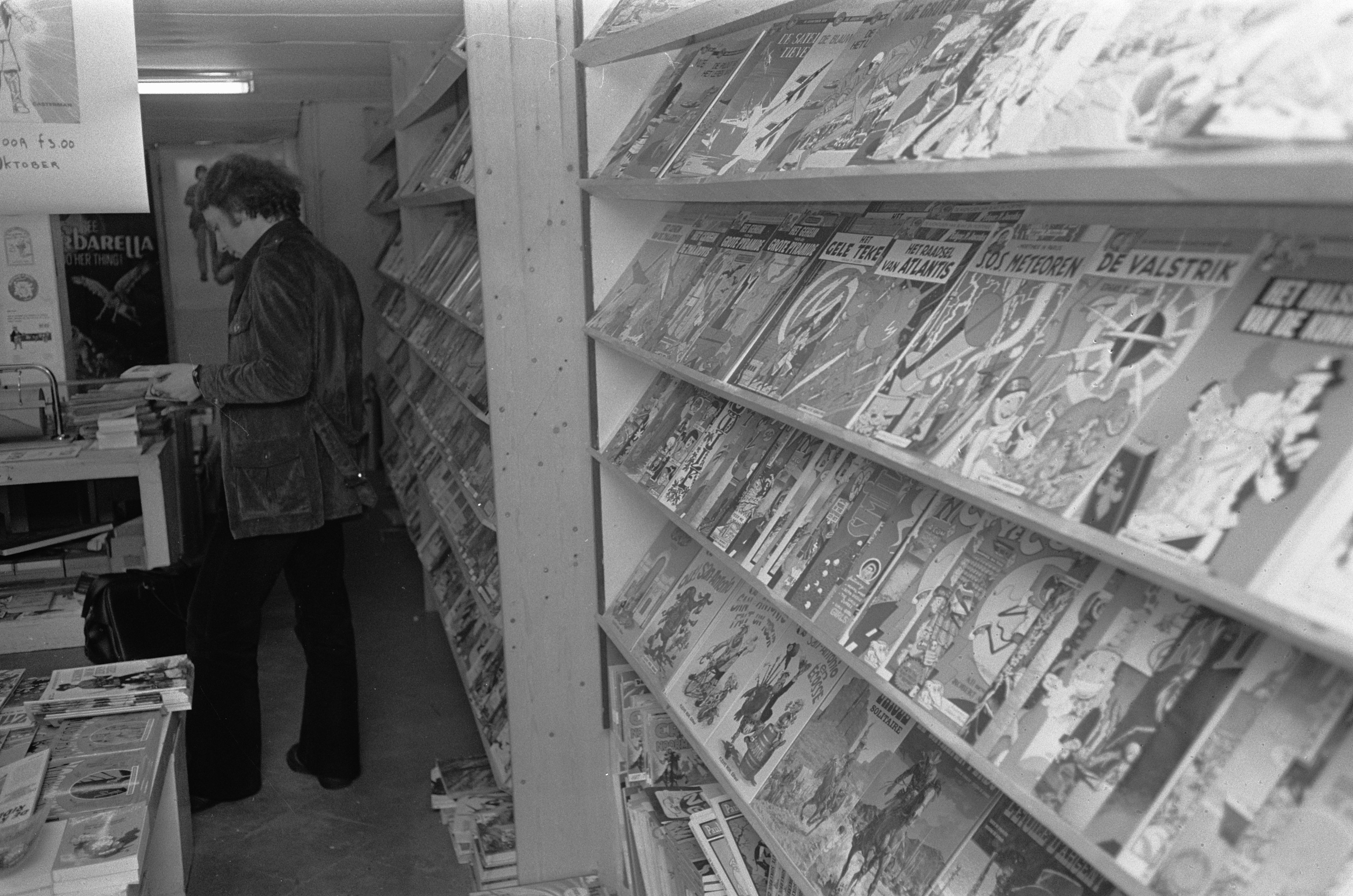
Librairie Lambiek à Amsterdam en 1973 avec des albums de Blake et Mortimer (milieu), de Buck Danny (haut), de Blueberry (bas), de Barbarella (affiche en arrière-plan), etc.

Blake et Mortimer est une série de bande dessinée créée par le dessinateur belge Edgar P. Jacobs en 1946, reprise après sa mort en 1987, d'abord par Bob de Moor, puis au scénario par Jean Van Hamme, Didier Convard, Yves Sente, Jean Dufaux, François Rivière, José-Louis Bocquet et Jean-Luc Fromental, et au dessin par Ted Benoit, André Juillard, René Sterne, Chantal De Spiegeleer, Antoine Aubin, Étienne Schréder, François Schuiten, Peter van Dongen, Teun Berserik, Christian Cailleaux et Jean Harambat.
Publiée initialement par les Éditions du Lombard, elle l'est désormais par les Éditions Blake et Mortimer, une filiale du groupe Média participations. Elle fut pré-publiée pendant de nombreuses années dans Le Journal de Tintin dont elle était, avec d'autres séries comme Les Aventures de Tintin, Ric Hochet, Michel Vaillant ou les œuvres de Jacques Martin, l'une des séries les plus populaires.

## Synopsis
La série raconte les aventures du capitaine Francis Blake, un ancien pilote de la Royal Air Force devenu directeur du MI5, le service britannique de contre-espionnage, et de son ami le professeur Philip Mortimer, un spécialiste en physique nucléaire et l'un des plus éminents scientifiques du Royaume-Uni, de la fin des années 1940 aux années 1960. Les deux héros se retrouvent souvent confrontés à leur ennemi juré, le colonel Olrik, un criminel de classe internationale ne considérant que son intérêt personnel.

## Conception de la série

### Le travail d'Edgar P. Jacobs
Pendant la Seconde Guerre mondiale, sous l'occupation allemande de la Belgique, Edgar P. Jacobs est contraint d'abandonner sa carrière de chanteur lyrique pour tenter de gagner sa vie dans l'illustration. Sur le conseil de son ami Jacques Laudy, il présente ses dessins à Jean Dratz, le directeur artistique de l'hebdomadaire belge Bravo !. Son travail donne satisfaction. À la fin de l'année 1942, il se voit confier l'achèvement de Gordon l'Intrépide, la série d'Alex Raymond dont le stock de planches arrive à épuisement depuis que les communications avec les éditeurs américains sont interrompues en raison du conflit mondial,. En 1943, il répond à la commande de son hebdomadaire et signe une série de sa propre invention, Le Rayon U, une histoire de science-fiction qui concentre plusieurs ingrédients que l'auteur utilise ensuite dans Blake et Mortimer,, notamment la personnalité des personnages, mais également les souterrains, les créatures préhistoriques ou les sculptures précolombiennes.
Mais la présence et les rôles qui y sont donnés à de jeunes femmes ne sont pas repris dans le monde du Journal de Tintin, qui s'adresse à un jeune lectorat masculin à une époque qui ne connaissait pas encore la mixité scolaire.
Dans Le Secret de l'Espadon, Jacobs reprend des éléments du Rayon U tout en cherchant à s'éloigner du space opera pour approcher un univers plus réaliste.
La série Blake et Mortimer est pré-publiée pendant de nombreuses années dans Le Journal de Tintin dont elle devient l'une des séries les plus populaires. Les albums paraissent aux Éditions du Lombard.
En 1977, Jacobs publie la première partie de l'histoire Les Trois Formules du professeur Satō qui est le dernier album achevé de son vivant. Il meurt dix ans plus tard en 1987 sans avoir la possibilité de finir le dessin de la seconde partie.

#### Apport de Jacques Van Melkebeke
L'apport de Jacques Van Melkebeke dans la construction du scénario des aventures de Blake et Mortimer est essentiel mais non décisif. Ami d'enfance de Jacobs, lui-même peintre et dessinateur, il partage avec l'auteur de nombreuses références culturelles, littéraires et cinématographiques, fruits de découvertes communes pendant leur jeunesse bruxelloise. À partir du thème général et du point de départ du récit décidé par Jacobs, les discussions menées par les deux amis permettent à l'auteur d'échafauder l'intrigue. Mais, si Van Melkebeke apporte ses suggestions, c'est bien Jacobs qui, en dernier lieu, décide du scénario.
Benoît Mouchart affirme qu'il est difficile de démêler l'influence de Van Melkebeke sur le travail de Jacobs, tant les deux hommes sont comme « des sortes de jumeaux ». Il explique que « l'auteur soumettait à son ami des désirs d'images, et Van Melkebeke l'aidait à trouver une structure narrative à ses récits ». Le rôle de Van Melkebeke s'apparente donc à celui d'un script doctor, comme il le reconnaît lui-même en 1979 dans un entretien accordé à la RTBF : « Je ne veux pas nier ce travail, mais je ne tiens pas à me gonfler en prétendant avoir joué un rôle qui n'a jamais été le mien. Ce n'est pas de la modestie, c'est de l'honnêteté. Un scénariste occasionnel comme moi se modèle forcément en fonction de l'esprit du dessinateur. […] Jacobs est vraiment l'auteur de Blake et Mortimer ; il a toujours l'idée générale, qu'il rédige en synopsis. Ma présence se situe au moment où son histoire est déjà jetée dans les grandes lignes. Je ne lui donne que des suggestions et, quand je lui livre un prédécoupage, il retient l'esprit des situations et des dialogues pour se les approprier complètement. »

### Les continuateurs de la série

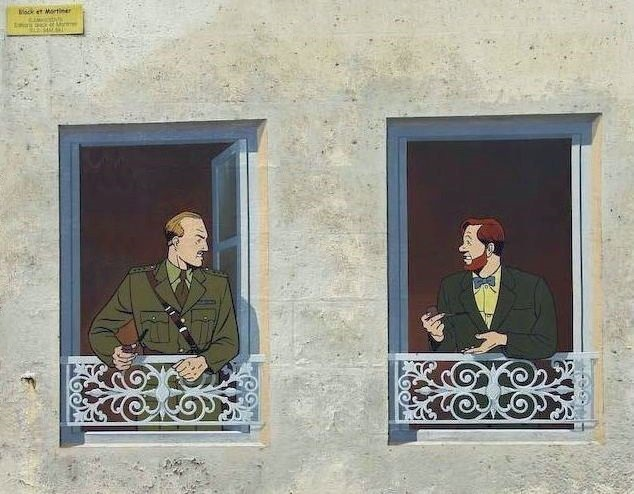
Fausses fenêtres du 80 rue Saint-Roch à Angoulême, sur l'Hôtel des Pyrénées, représentant Blake (gauche) et Mortimer (droite).

La série est interrompue après la mort de son créateur le 20 février 1987, mais dans la mesure où il n'a jamais manifesté d'opposition au fait que ses héros lui survivent, l'achèvement du second tome des Trois Formules du professeur Satō est confié en 1989 à Bob de Moor par les Éditions Blake et Mortimer (créées en 1982), assisté par Geert De Sutter pour les décors. L'album paraît en avril 1990 et rencontre un grand succès malgré les faiblesses relevées par des spécialistes de l'œuvre de Jacobs.
En 1992, les éditions Dargaud rachètent les Éditions Blake et Mortimer donc avec elles les droits de la série et décident d'en relancer la production. En 1990, avant la reprise officielle de la série, Floc’h est le premier dessinateur approché. Mais Floc’h refuse. Jean Van Hamme, alors considéré comme l'un des meilleurs scénaristes européens, est choisi pour l'écriture du nouvel épisode, alors que le dessin est confié à Ted Benoit. Cette nouvelle aventure, L'Affaire Francis Blake, est publié en 1996. Largement inspiré par le graphisme de La Marque jaune, elle développe un récit teinté d'espionnage sans science-fiction et situé en Angleterre dans les années 1950. Les ventes atteignent des records : l'album, tiré à 480 000 exemplaires, est réédité seulement une semaine après sa mise en vente. Il devient finalement l'album le plus vendu de la série avec un total de 600 000 exemplaires vendus et reçoit l'année suivante le prix Alph'Art du public au Festival d'Angoulême l'année suivante.
Les ayants droit décident par la suite de nommer une seconde équipe en 1998, constituée d'Yves Sente et d'André Juillard, qui travaille en parallèle de l'autre duo afin de maintenir un rythme de parution soutenu en attendant la fin de réalisation de L'Étrange Rendez-vous. Sente et Julliard réalisent l'histoire La Machination Voronov en 2000.
Jean Van Hamme et Ted Benoit publient en 2001 L'Étrange Rendez-vous. Mais Ted Benoit décide d'arrêter le dessin de la série, car cela lui prend trop de temps (en témoigne les cinq ans séparant les deux albums), et l'éditeur le remplace par René Sterne pour travailler avec Van Hamme sur le diptyque La Malédiction des trente deniers. Mais en 2006, le dessinateur meurt d'une crise cardiaque sans avoir eu le temps d'achever le premier des deux tomes. Sa compagne Chantal De Spiegeleer termine l'album, mais ne fera pas la suite. 
Sente et Julliard continuent avec le diptyque Les Sarcophages du 6e continent en 2003 et 2004. En raison du décès de René Sterne dans l'autre équipe retardant leur projet en 2006, l'éditeur presse donc le duo à réaliser un nouvel album, Le Sanctuaire du Gondwana, en 2008 qui suit le diptyque précédent et est la plus courte aventure de la série (56 pages au lieu de 64 en général). 
Pour le second tome de la La Malédiction des trente deniers, l'éditeur donne sa chance à Antoine Aubin au dessin. Ce diptyque sort finalement en 2009 et 2010.
En 2010, Van Hamme déclare arrêter d'écrire pour la série. Il est remplacé par Jean Dufaux. Mais ce dernier ne scénarise d'abord qu'un seul album, L'Onde Septimus (dessiné par Aubin) qui rencontre un échec critique à sa sortie en 2013.
Le duo Sente et Juillard créent trois autres albums entre 2012 et 2016 avec des sorties régulières (près de deux ans à chaque fois). En 2016, Juillard est remplacé par Peter van Dongen et Teun Berserik au dessin pour le nouveau diptyque La Vallée des Immortels qui paraît en 2018 et 2019.
Pendant des années, les Éditions Blake et Mortimer demandent au dessinateur belge François Schuiten de faire un album. Ils vont jusqu'à lui donner carte blanche pour tenter de le convaincre. Mais ce dernier refuse toujours, « ne voyant pas quoi apporter de plus par rapport à la série existante ». C'est alors qu'un journaliste du quotidien Le Soir lui montre une note d'Edgar P. Jacobs où ce dernier emmène ses héros en Belgique — une gageure à une époque où il fallait faire oublier sa « belgitude » pour ne pas se couper du marché français — et met en scène le Palais de justice de Bruxelles. Séduit par l'idée d'une histoire se déroulant chez lui en Belgique et fasciné par le monument, François Schuiten accepte enfin de réaliser un album hors série: Le Dernier Pharaon publié le 20 mai 2019, et s'affranchit des codes scénaristiques et graphiques propres à la série. Il fait appel au réalisateur Jaco Van Dormael et à l'écrivain Thomas Gunzig pour l'aider au scénario. L'illustrateur Laurent Durieux, affichiste renommé aux États-Unis, est appelé pour s'occuper de la mise en couleur,.
Jean Dufaux écrit la suite de L’Onde Septimus, le Le Cri du Moloch (dessiné par Cailleaux) en 2020.
D'autres auteurs travaillent depuis sur de nouvelles aventures de Blake et Mortimer dont Jean-Luc Fromental et José-Louis Bocquet en 2022 pour Huit Heures à Berlin.
En 2023, dans la collection naissante "Un autre regard sur", Jean-Luc Fromental, José-Louis Bocquet pour le scénario et Floc'h pour le dessin et les couleurs, sortent l'album "L'art de la guerre" mettant en scène Blake et Mortimer à New-York à la manière des  « Le Spirou de… » hors série Spirou et Fantasio. 
André Juillard meurt en 2024. Pour son album posthume Signé Olrik, Blake et Mortimer affrontent une organisation indépendantiste en Cornouailles.

## L'univers de la série
« La série se déroule autour d'un fil rouge : une frontière féconde entre la crédibilité historique et le fantastique, entre l'exactitude scientifique et la bizarrerie de la science-fiction. »

— Ève Gandossi, in Les voyages de Blake et Mortimer, 2022

### Thèmes abordés

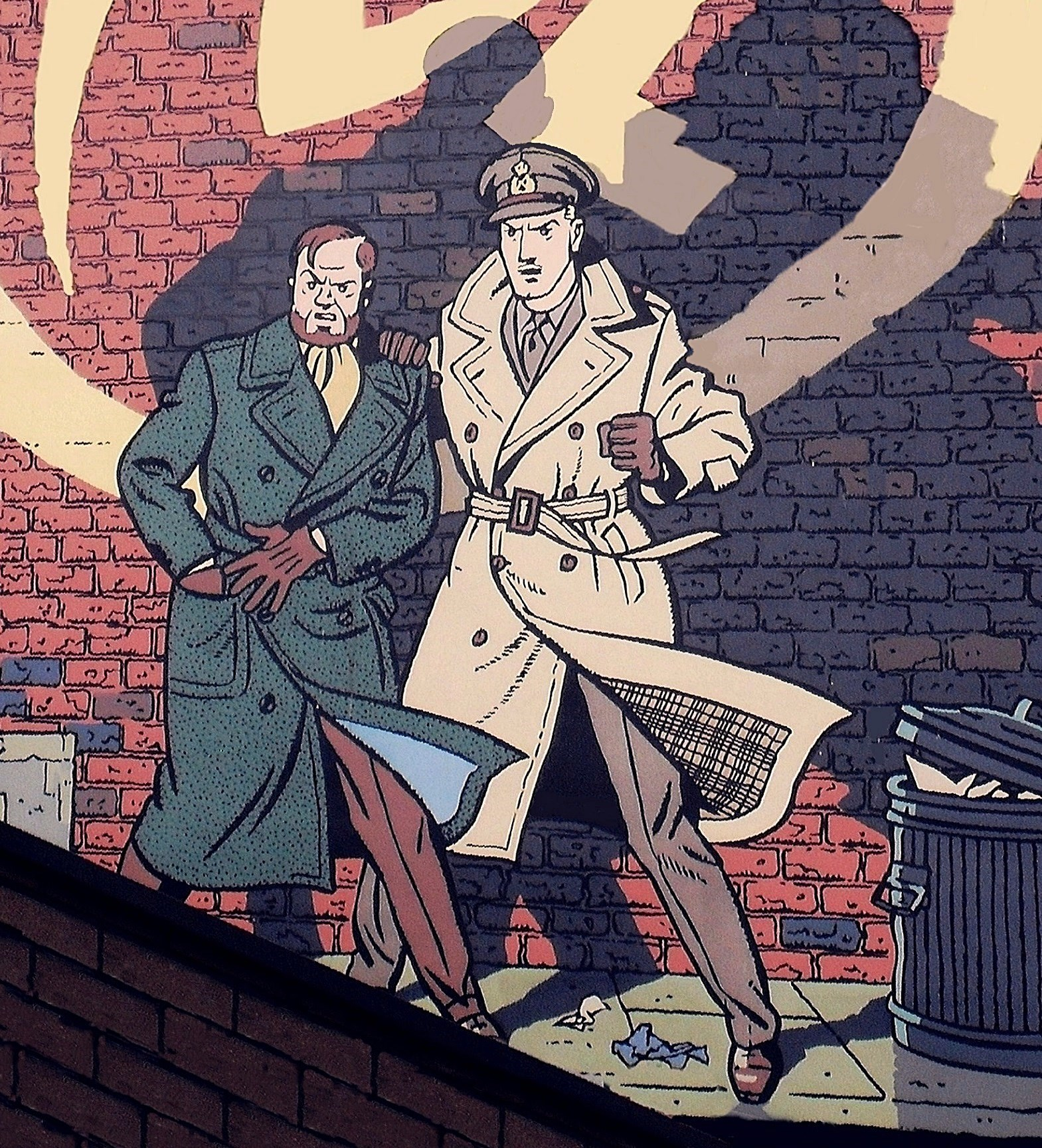
Blake et Mortimer peints sur un mur de la ville de Bruxelles, Rue du Temple 6, reprenant la couverture de La Marque jaune.

Le charme de la série tient, entre autres, au savant mélange de réalisme et de science-fiction. Si dans Le Secret de l'Espadon l'aventure est surtout d'ordre militaire et technologique et dans Le Mystère de la Grande Pyramide plutôt historique et ésotérique, des albums comme La Marque jaune, L'Énigme de l'Atlantide ou Le Piège diabolique mêlent l'action guerrière ou policière à l'utilisation des découvertes scientifiques. Edgar P. Jacobs se distingue notamment par sa volonté de réalisme et d'exactitude dans le détail. Travaillant souvent d'après photographies ou croquis de repérages, il a créé un monde dans lequel la fiction devient ainsi complètement plausible. La précision se retrouve dans la reconstitution des parcours tant sur les délais que sur la représentation des lieux traversés, S.O.S. Météores — qui se déroule entre Paris et la région de Versailles — étant exemplaire à ce sujet. On retrouve également des intrigues policières comme dans La Machination Voronov ou L'Affaire Francis Blake.
En outre, par respect du lecteur, il s'imposait de le placer dans un environnement qui puisse lui permettre d'apprendre tout en se distrayant. À cet égard, on peut citer la visite guidée du musée égyptien du Caire (dans Le Mystère de la Grande Pyramide), celle de la Tour de Londres (dans La Marque jaune) ou celle du sous-sol parisien (dans L'Affaire du collier).
L'auteur ayant imaginé postérieurement une biographie à ses héros, les continuateurs de la série ont pu s'en inspirer pour présenter des moments antérieurs aux premiers albums, notamment des épisodes de l'adolescence de Francis Blake et Philip Mortimer. On apprend ainsi que Mortimer – épisodes relatés dans Les Sarcophages du 6e continent – eut des sentiments pour une jeune princesse indienne, Gita, puis entretint une relation avec une écrivaine anglaise. Les nouveaux auteurs de la série ont ainsi coupé court aux rumeurs de relation homosexuelle entre les deux héros, en raison de leur fort lien d'amitié, de leur domicile commun et de l'absence de femmes, laquelle ne trouve sa cause que dans la censure draconienne qui régnait alors sur « les éditions pour la jeunesse ». On découvre plus en détail la vie estudiantine de Francis Blake et comment il s'est trouvé mêlé à un épisode fort trouble des services secrets britanniques (voir Le Serment des cinq Lords).

Les auteurs ayant repris la série se sont efforcés de reproduire le style de Jacobs, tant d'un point de vue graphique que scénaristique. 

#### Science-fiction
Dès les premiers albums, les aventures de Blake et Mortimer sont marquées par la science-fiction, dans laquelle l'auteur voit une manière de raconter une histoire d'aventures tout en suscitant l'imagination et la curiosité de ses lecteurs : « Je vois la science-fiction comme un jeu spéculatif, une anticipation romancée des réalisations et des découvertes de demain ou d'après-demain. Tout l'art consistant à extrapoler le sujet choisi jusqu'à ses conséquences les plus extrêmes, à mi-chemin entre le réel et l'insolite ». Ainsi, les aventures de Blake et Mortimer dévoilent de nombreux éléments futuristes qui ont poussé les spécialistes de son œuvre à qualifier Jacobs d'auteur visionnaire,. Ainsi, Le Secret de l'Espadon évoque l'hypothèse d'une Troisième Guerre mondiale, tandis que les aventures suivantes développent des thèmes comme la guerre météorologique, le clonage humain, le contrôle et la manipulation du cerveau humain, ou encore le voyage dans le temps.
Dès les premiers albums, Jacobs met en avant la question de la puissance de la science et du péril qu'elle peut faire naître pour l'humanité quand elle tombe entre de mauvaises mains et se détourne de la morale. Dans La Marque jaune, le Dr Septimus, premier savant fou de la série, utilise l'onde Méga pour contrôler à distance le cerveau d'Olrik, au moyen d'un « Télécéphaloscope », et assouvir son désir de vengeance. Le professeur Miloch, organisateur du chaos climatique dans SOS Météores, se venge de Mortimer dans Le Piège diabolique en le faisant prisonnier d'un voyage dans le temps par l'intermédiaire de son « Chronoscaphe »,. De fait, les savants, bons ou méchants, figurent en grand nombre dans la série. Outre ces appareils, Edgar P. Jacobs met en scène de nombreuses autres inventions. Dès la première aventure, il crée un avion à réaction submersible et supersonique, l'Espadon, qui permet au monde libre d'anéantir la puissance de l'Empire jaune et qui trouve un écho quelques années plus tard : en 1952, soit six ans après le début du Secret de l'Espadon, le Douglas X-3 Stiletto, premier avion à fuselage effilé, est lancé aux États-Unis. De la même manière, les chars volants dessinés dans L'Énigme de l'Atlantide préfigurent l'Avro Canada VZ-9 Avrocar, un aéronef à décollage et atterrissage vertical expérimenté en 1959 dans le cadre d'un projet militaire secret américain, tandis que les hommes volants qu'il met en scène évoquent les premiers modèles de réacteur dorsal, tel que le Rocketbelt. Dans Les Trois Formules du professeur Satō, il reprend un thème d'anticipation largement répandu en faisant apparaître des androïdes mis au point par le professeur Satō, spécialiste japonais de cybernétique.
Dans le souci d'exactitude et de précision qui le caractérise, Jacobs fabrique des maquettes de ses engins afin de les dessiner et de repérer plus facilement d'éventuelles incohérences.

#### Croyances et ésotérisme
L'attrait d'Edgar P. Jacobs pour les civilisations disparues ou mythiques, baignées de mystères, de croyances ancestrales et de pratiques occultes explique la large part accordée aux phénomènes étranges et à l'ésotérisme dans ses œuvres,. Ainsi, Blake et Mortimer sont parfois confrontés à des phénomènes que des capacités de scientifique, de détective ou de militaire ne peuvent expliquer. Le Mystère de la Grande Pyramide instaure un cadre fantastique et met en scène le cheik Abdel Razek, un vieillard aux pouvoirs surnaturels, gardien de l'héritage des pharaons, frappe Olrik d'une malédiction divine qui le poursuit à travers la formule « Par Horus demeure ! » dans La Marque jaune, L'Onde Septimus et Le Cri du Moloch.
Le thème de la malédiction, les sorts et autres formules magiques se retrouvent dans différents albums conçus par les successeurs de Jacobs. Comme dans Le Mystère de la Grande Pyramide, les voyages d'exploration conduisent parfois les héros vers des rivages plus obscurs. Ainsi, dans La Malédiction des trente deniers, le malheur s'abat sur les pilleurs avides de richesses, frappés du châtiment divin, tandis que l'empereur indien Açoka revient du royaume des morts dans Les Sarcophages du 6e continent. Après la découverte de l'Atlantide et de sa capitale Poseidopolis dans l'album éponyme, les héros découvrent d'autres mondes mythiques, comme Le Sanctuaire du Gondwana au centre du cratère du Ngorongoro, ou La Vallée des Immortels qui renferme les perles de vie éternelle au cœur de la Chine.
Les créatures fantastiques peuplent également la série, à l'image des effrayants ptérodactyles dans L'Énigme de l'Atlantide, de la créature baptisée Moloch, capitaine du vaisseau extraterrestre Orpheus VII et dont l'énergie cellulaire est incontrôlable dans Le Cri du Moloch, ou des dragons à plumes qui défendent la perle de vie dans La Vallée des Immortels. Les objets recouvrent également des pouvoirs fantastiques, comme le talisman offert à Mortimer par le cheik Abdel Razek, qui le protège de l'attaque d'un serpent dans sa chambre d'hôtel, ou le mâlâ qu'il reçoit de mademoiselle Zi dans La Vallée des Immortels, qui lui vaut d'être épargné par la sorcière Jiu-Piu.

### Lieux

#### Londres et le Royaume-Uni
Si, au travers de leurs aventures, Blake et Mortimer sillonnent le monde, le Royaume-Uni est le territoire le plus représenté : dix-sept aventures s'y déroulent au moins en partie, dont six exclusivement sur ce territoire : La Marque jaune, L'Affaire Francis Blake, Le Serment des cinq Lords, L'Onde Septimus, Le Cri du Moloch et Signé Olrik . Londres, la capitale britannique, est le lieu privilégié des aventures, et la ville est présentée par les différents auteurs de la série à travers une image de carte postale. Si les deux héros résident au 99bis Park Lane et ont leurs habitudes au fictif Centaur Club, les principaux lieux de la ville sont représentés, de Big Ben à la Tour de Londres en passant par le British Museum, Piccadilly Circus, le palais de Buckingham, Tower Bridge ou encore le siège de Scotland Yard sur Victoria Embankment. L'action se déroule parfois dans des quartiers plus « malfamés », comme Limehouse Dock (en).
L'Écosse, terre d'origine de Mortimer, et le Pays de Galles, dont vient Blake, figurent également dans la série, de même que les villes de province anglaises comme Oxford et ses environs, Stratford-upon-Avon ou la campagne du Yorkshire,. Des lieux emblématiques y sont à chaque fois représentés, comme l'Université d'Oxford et l'Ashmolean Museum, le mur d'Hadrien, la maison natale de Shakespeare ou le manoir de Bletchley Park.

#### Europe
Paris et ses environs sont au centre de trois aventures exclusivement françaises écrites par Edgar P. Jacobs : SOS Météores, Le Piège diabolique et L'Affaire du collier. À cette occasion, le dessinateur représente quelques lieux emblématiques de la capitale ou de sa région, comme l'Opéra Garnier, les catacombes ou la place Denfert-Rochereau ou le château de La Roche-Guyon.
Les auteurs qui lui succèdent ne font plus revenir en France les deux héros mais les envoient au contraire dans différents pays européens, comme la Belgique dans Les Sarcophages du 6e continent, la Grèce dans La Malédiction des trente deniers, l'Italie dans Le Testament de William S., l'URSS dans La Machination Voronov et l'Allemagne dans Huit Heures à Berlin. Comme pour la France, de célèbres monuments européens sont représentés, comme l'Acropole d'Athènes ou la cathédrale Saint-Basile-le-Bienheureux de Moscou. Auparavant, Jacobs avait situé l'intrigue de L'Énigme de l'Atlantide dans l'archipel portugais des Açores.

#### Autres continents
Blake et Mortimer sont souvent entraînés dans des pérégrinations plus lointaines. Dès la première aventure de la série, Le Secret de l'Espadon, la majeure partie de l'action se déroule au Moyen-Orient, autour du détroit d'Ormuz, de la péninsule du Musandam aux falaises du Makran. L'Égypte accueille ensuite l'intrigue du Mystère de la Grande Pyramide, de la ville du Caire et son Musée égyptien à la Nécropole de Gizeh. Le continent africain est de nouveau visité dans Le Sanctuaire du Gondwana, dont l'action se déroule principalement au Tanganyika, autour du cratère du Ngorongoro.
De nombreuses aventures mettent en scène un orient plus lointain. Ainsi, Lhassa, la capitale du Tibet, abrite le palais de Basam Damdu, l'effroyable tyran maître de l'Empire Jaune qui dévaste les plus grandes métropoles mondiales dans Le Secret de l'Espadon, avant d'être réduite en poussière à la fin de l'aventure. Edgar P. Jacobs évoque ensuite la culture traditionnelle du Japon et l'avancée technologique de ce pays dans Les Trois Formules du professeur Satō, puis ses successeurs font voyager les héros de la série en Inde dans Les Sarcophages du 6e continent, puis entre la Chine, Hong Kong et le Laos dans La Vallée des Immortels.
La première incursion de Blake et Mortimer aux États-Unis intervient dans L'Étrange Rendez-vous, tandis que quelques scènes de La Malédiction des trente deniers s'y déroulent,. Enfin, l'Antarctique, où s'installent de nombreuses bases scientifiques dans les années 1950, est visitée dans Les Sarcophages du 6e continent et sa suite Le Sanctuaire du Gondwana, notamment via la Base Halley.

## Personnages
Dans son livre Blake, Jacobs et Mortimer, Gérard Lenne a noté que tous les personnages importants de la saga se répartissaient en fait en trois catégories : les savants, les guerriers et les traîtres, dont les trois héros principaux Mortimer, Blake et Olrik, sont les archétypes.

### Personnages principaux
Le capitaine Francis Blake est un ancien pilote de la Royal Air Force devenu directeur du MI5, le service britannique de contre-espionnage. D'origine galloise, fils d'un colonel des Royal Welch Fusiliers et d'une juge de paix, il fait ses études au prestigieux collège d'Eton. Fasciné par Lawrence d'Arabie, il partage avec lui le goût de l'aventure. Fervent défenseur de l'impérialisme britannique, il symbolise l'esprit de résistance et apparaît le plus souvent froid et détaché, combatif et déterminé, mais aussi réfléchi et prudent. Toujours maître de ses réactions, Francis Blake incarne le flegme et la courtoisie britanniques.
Le professeur Philip Mortimer est un spécialiste en physique nucléaire, considéré comme l'un des plus éminents scientifiques du Royaume-Uni après que son invention donne la victoire au monde libre dans Le Secret de l'Espadon. Il naît à Shimla, au cœur du Raj britannique, où son père officie comme médecin-major de l'armée, ce qui lui procure un certain goût pour l'exotisme. Derrière le scientifique se cache un fervent humaniste. Diplôme de l'université de Glasgow, Philip Mortimer pratique plusieurs sports de combat et se passionne pour l'archéologie. Personnage jovial et malicieux, il est imaginatif et plein d'humour, mais son impulsivité l'amène parfois à s'emporter et à ne pas voir le danger.
Blake et Mortimer ne possèdent aucun pouvoir en particulier, mais ils se distinguent par un fort sentiment du devoir, de la justice et de la probité. Toujours bien vêtus, fumant la pipe et buvant du whisky, Blake et Mortimer incarnent une certaine élégance britannique teintée de dandysme.
Le colonel Olrik, l'ennemi juré de Blake et Mortimer, est un criminel de classe internationale, travaillant pour lui-même ou employé par des puissances étrangères. Homme d'action cultivé, se proclamant "grand maitre du jeu d’Échecs reconnu en Asie comme héritier direct du brahmane Sissa" , il n'hésite pas à utiliser la fourberie pour arriver à ses fins. Véritable génie du mal, Olrik rappelle le professeur Moriarty, qui est le plus redoutable ennemi de Sherlock Holmes dans les romans créés par Arthur Conan Doyle.

### Personnages secondaires
La série Blake et Mortimer contient de nombreux personnages secondaires, gentils ou méchants, qui apparaissent ou sont évoqués de façon récurrente ou sporadique.
Les deux héros sont épaulés dans leurs aventures par des membres des forces de l'ordre tels que l'inspecteur-chef Glenn Kendall de Scotland Yard, le commissaire Pradier de la DST, le directeur du MI6 William Steele ou l'adjoint de Blake au MI5 David Honeychurch. Ils sont aidés par des scientifiques comme le professeur Labrousse, directeur de la Météorologie Nationale Française, la biologiste russe Nastasia Wardynska ou le physicien Jeronimo Ramirez. Ils peuvent également compter sur Ahmed Nasir, leur fidèle serviteur indien (soldat dans Le Secret de l'Espadon, serviteur dans Le Mystère de la Grande Pyramide et dans La Marque jaune, aventure à la fin de laquelle il quitte la série. Il faudra attendre Les sarcophages du Sixième Continent pour le voir revenir : il est alors agent des services secrets indiens).
Blake et Mortimer doivent souvent affronter le colonel Olrik et ses hommes de main : Sharkey, Jack ou Razul. Ils croisent la route de savants fous tels que le professeur Miloch Georgevitch, le docteur Jonathan Septimus et le docteur Voronov. Ils font également face à des dirigeants mégalomanes comme l'empereur Basam Damdu (voir Le Secret de l'Espadon).
Dans La Vallée des Immortels, un personnage nommé William Gibbons fait probablement référence au personnage homonyme du Lotus bleu de Tintin.

## Publication

Ancien logo des Éditions Blake et Mortimer avec le personnage d'Olrik.

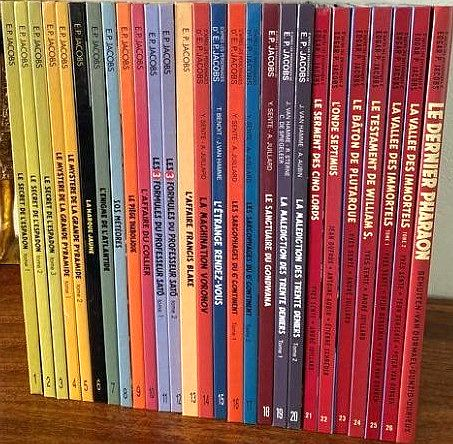
Albums 1 à 26.

### Liste des aventures
La série Blake et Mortimer compte 20 aventures publiées en 29 albums aux Éditions Blake et Mortimer. Edgar P. Jacobs en a écrit huit — publiées en 12 albums — et les repreneurs, soit cinq scénaristes et neuf dessinateurs, en ont écrit douze — publiées en 17 albums.
Elles ont toutes une composante de science-fiction ou fantastique, à l'exception de quatre d'entre elles : L'Affaire du collier, L'Affaire Francis Blake, Le Serment des cinq Lords et Le Testament de William S., qui se cantonnent strictement au réalisme policier ou d'espionnage.

#### Série d'Edgar P. Jacobs (1946-1990)
Les aventures de Blake et Mortimer créées par Edgar P. Jacobs sont d'abord publiées en feuilleton dans Le Journal de Tintin au rythme d'une à deux planches par semaine. La première planche du Secret de l'Espadon est publiée dans le premier numéro du Journal de Tintin le 26 septembre 1946. Les aventures sont publiées en albums à partir de 1950 aux éditions Le Lombard en Belgique et aux éditions Dargaud en France. Elles sont ensuite rééditées par les nouvelles Éditions Blake et Mortimer à partir de 1984, avec un découpage différent — trois tomes au lieu de deux — pour Le Secret de l'Espadon.
Jacobs écrit le scénario et organise un pré-découpage de sa nouvelle aventure, Les Trois Formules du professeur Satō, mais il n'en dessine que la première partie, publiée dans Le Journal de Tintin de 1971 à 1972 puis en album en 1977 aux éditions Le Lombard et Dargaud. Il meurt en 1987, sans avoir pu dessiner le deuxième tome. Ce n'est que trois ans plus tard, en 1990, que la seconde partie est enfin publiée, d'abord dans Hello Bédé puis en album aux Éditions Blake et Mortimer, grâce au travail du dessinateur Bob de Moor à partir du scénario et des crayonnés laissés par Jacobs.
| N°    | Titre                                                                                          | Scénariste      | Dessinateur                                   | Publication en feuilleton                                                                                    | Publication en album                                                                                     |
| ----- | ---------------------------------------------------------------------------------------------- | --------------- | --------------------------------------------- | --- | --- |
| 1 2 3 | Le Secret de l'Espadon (La Poursuite fantastique / L'Évasion de Mortimer / SX1 contre-attaque) | Edgar P. Jacobs | Edgar P. Jacobs                               | Le Journal de Tintin 26 septembre 1946 – 8 septembre 1949                                                    | 1950 et 1953 (2 tomes aux Éd. Lombard et Dargaud) 1984, 1985 et 1986 (3 tomes aux Éd. Blake et Mortimer) |
| 4 5   | Le Mystère de la Grande Pyramide (Le Papyrus de Manéthon / La Chambre d'Horus)                 | Edgar P. Jacobs | Edgar P. Jacobs                               | Le Journal de Tintin 23 mars 1950 – 28 mai 1952                                                              | Mai 1954 (Tome 1) Janvier 1955 (Tome 2)                                                                  |
| 6     | La Marque jaune                                                                                | Edgar P. Jacobs | Edgar P. Jacobs                               | Le Journal de Tintin 6 août 1953 – 10 novembre 1954                                                          | Avril 1956                                                                                               |
| 7     | L'Énigme de l'Atlantide                                                                        | Edgar P. Jacobs | Edgar P. Jacobs                               | Le Journal de Tintin 19 octobre 1955 – 19 décembre 1956                                                      | Avril 1957                                                                                               |
| 8     | S.O.S. Météores (Mortimer à Paris)                                                             | Edgar P. Jacobs | Edgar P. Jacobs                               | Le Journal de Tintin 8 janvier 1958 – 22 avril 1959                                                          | Septembre 1959                                                                                           |
| 9     | Le Piège diabolique                                                                            | Edgar P. Jacobs | Edgar P. Jacobs                               | Le Journal de Tintin 22 septembre 1960 – 21 novembre 1961                                                    | Septembre 1962                                                                                           |
| 10    | L'Affaire du collier                                                                           | Edgar P. Jacobs | Edgar P. Jacobs                               | Le Journal de Tintin 24 août 1965 – 19 juillet 1966                                                          | Septembre 1967                                                                                           |
| 11 12 | Les Trois Formules du professeur Satō (Mortimer à Tokyo / Mortimer contre Mortimer)            | Edgar P. Jacobs | Edgar P. Jacobs (Tome 1) Bob de Moor (Tome 2) | Le Journal de Tintin (Tome 1) 5 octobre 1971 – 30 mai 1972 Hello Bédé (Tome 2) 30 janvier 1990 – 5 juin 1990 | Août 1977 (Tome 1 aux Éd. Lombard et Dargaud) Janvier 1990 (Tome 2 aux Éd. Blake et Mortimer)            |

#### Reprise (depuis 1996)
À la suite de la mort d'Edgar P. Jacobs et malgré son refus de prolonger la série, Blake et Mortimer fait l'objet d'une reprise par plusieurs auteurs. Généralement, deux équipes composées chacune d'un scénariste et d'un dessinateur travaillent en parallèle sur de nouveaux albums. Les histoires ne sont désormais plus publiées dans une revue de bande dessinée mais directement en album, après une prépublication éventuelle en couleur ou en noir et blanc dans un quotidien ou un hebdomadaire.
| N° | Titre                                                                  | Scénariste                               | Dessinateur(s)                          | Prépublication en feuilleton                                                  | Publication en album           |
| -- | ---------------------------------------------------------------------- | ---------------------------------------- | --------------------------------------- | ----------------------------------------------------------------------------- | ------------------------------ |
| 13 | L'Affaire Francis Blake                                                | Jean Van Hamme                           | Ted Benoit                              | Télérama à partir du 22 juin 1996                                             | Septembre 1996                 |
| 14 | La Machination Voronov                                                 | Yves Sente                               | André Juillard                          | Le Figaro Magazine à partir du 26 juin 1999                                   | 1er janvier 2000               |
| 15 | L'Étrange Rendez-vous                                                  | Jean Van Hamme                           | Ted Benoit                              | Télérama à partir du 23 juin 2001                                             | 29 septembre 2001              |
| 16 | Les Sarcophages du 6e continent (Tome 1) (La Menace universelle)       | Yves Sente                               | André Juillard                          | Le Temps à partir du 30 juin 2003                                             | 15 novembre 2003               |
| 17 | Les Sarcophages du 6e continent (Tome 2) (Le Duel des esprits)         | Yves Sente                               | André Juillard                          |                                                                               | 30 octobre 2004                |
| 18 | Le Sanctuaire du Gondwana                                              | Yves Sente                               | André Juillard                          | La Dernière Heure/Les Sports à partir du 16 janvier 2008                      | 28 mars 2008                   |
| 19 | La Malédiction des trente deniers (Tome 1) (Le Manuscrit de Nicodemus) | Jean Van Hamme                           | René Sterne et Chantal De Spiegeleer    |                                                                               | 20 novembre 2009               |
| 20 | La Malédiction des trente deniers (Tome 2) (La Porte d'Orphée)         | Jean Van Hamme                           | Antoine Aubin                           | Le Monde à partir du 2 août 2010                                              | 26 novembre 2010               |
| 21 | Le Serment des cinq Lords                                              | Yves Sente                               | André Juillard                          | Le Soir à partir du 10 avril 2012                                             | 16 novembre 2012               |
| 22 | Septimus (Tome 1) (L'Onde Septimus)                                    | Jean Dufaux                              | Antoine Aubin et Étienne Schréder       | Le Télégramme à partir du 25 septembre 2013                                   | 6 décembre 2013                |
| 23 | Le Bâton de Plutarque                                                  | Yves Sente                               | André Juillard                          | Le Soir à partir du 14 avril 2014                                             | 5 décembre 2014                |
| 24 | Le Testament de William S.                                             | Yves Sente                               | André Juillard                          | Le Soir à partir du 6 juin 2016                                               | 25 novembre 2016               |
| 25 | La Vallée des Immortels (Tome 1) (Menace sur Hong Kong)                | Yves Sente                               | Peter van Dongen et Teun Berserik       | Moustique à partir du 4 juillet 2018 Ouest-France à partir du 11 juillet 2018 | 16 novembre 2018               |
| 26 | La Vallée des Immortels (Tome 2) (Le Millième Bras du Mékong)          | Yves Sente                               | Peter van Dongen et Teun Berserik       | Moustique à partir du 3 juillet 2019 Ouest-France à partir du 10 juillet 2019 | 22 novembre 2019               |
| 27 | Septimus (Tome 2) (Le Cri du Moloch)                                   | Jean Dufaux                              | Christian Cailleaux et Étienne Schréder |                                                                               | 20 novembre 2020               |
| 28 | Le Dernier Espadon                                                     | Jean Van Hamme                           | Peter van Dongen et Teun Berserik       | Le Figaro à partir du 27 septembre 2021                                       | 19 novembre 2021               |
| 29 | Huit Heures à Berlin                                                   | Jean-Luc Fromental et José-Louis Bocquet | Antoine Aubin                           |                                                                               | 25 novembre 2022               |
| 30 | Signé Olrik                                                            | Yves Sente                               | André Juillard                          | Le Télégramme à partir du 7 septembre 2024                                    | 31 octobre 2024                |
| 31 | Les Revenants du Doggerland ou La menace atlante (Titres provisoires)  | Yves Sente                               | Peter van Dongen                        | En production (sortie en 2025)                                                | En production (sortie en 2025) |
| 32 | L'héritier de l'Île de Man (Titre provisoire)                          | Yves Sente                               | Teun Berserik                           | En production                                                                 | En production                  |
| 33 | Le fantôme de Rowan House (Titre provisoire)                           | Yves Sente                               | Peter van Dongen                        | En production                                                                 | En production                  |

#### Hors-série
Ces ouvrages sont considérés comme hors-série, il en existe trois catégories.
 Collection "Avant Blake et Mortimer"
Le tout premier album, Le Rayon U écrit par Edgar P. Jacobs lui-même en 1943, préfigure les aventures à venir de Blake et Mortimer mais ne met pas en scène les deux héros. Il est suivi d'une reprise 80 ans plus tard La Flèche ardente écrite par Jean Van Hamme avec Christian Cailleaux et Etienne Schreder au dessin. Ces deux albums forment la collection "Avant Blake et Mortimer". 
- Le Rayon U,  Bravo !,  1943
Scénario et dessin :  Edgar P. Jacobs 
 L'album contient déjà de nombreux éléments caractéristiques (décors, thèmes et personnages) des futures aventures de Blake et Mortimer. Il est d'ailleurs numéroté « 0 » par les Éditions Blake et Mortimer puis renuméroté Tome 1 lors de sa réédition dans la collection "Avant Blake et Mortimer".

- La Flèche Ardente, Éditions Blake et Mortimer, coll. "Avant Blake et Mortimer", 48 p., 24 mars 2023
Scénario : Jean Van Hamme - Dessin : Christian Cailleaux/Etienne Schreder -  (ISBN 978-2-87097-311-0) 
L'empereur d'Austradie Babylos III décide de s'emparer des Îles Noires et de leur gisement d'uradium. Ce métal lui permettrait de créer une arme absolue. Le professeur Marduk révèle ce plan au Grand Conseil de Norlandie, ennemi de l'Austradie. Même si la guerre entre les deux nations est déclarée, l'usage de l'uradium, est interdite par Puncha Taloc, le dieu protecteur des Îles Noires[29]. Suite du Rayon U, l'album est numéroté Tome 2 lors de sa parution dans la collection "Avant Blake et Mortimer".

 Collection "Un autre regard sur Blake et Mortimer"
La collection "Un autre regard sur Blake et Mortimer" met en scène des aventures de Blake et Mortimer vues par des auteurs différents avec des codes graphiques et scénaristiques qui leur sont propres.
- Le Dernier Pharaon,  Éditions Blake et Mortimer , coll. "Un autre regard sur Blake et Mortimer",  mai 2019
Scénario :  Jaco Van Dormael, Thomas Gunzig et François Schuiten  - Dessin :  François Schuiten 
 Les auteurs revisitent la série en s'affranchissant de ses normes scénaristiques — l'aventure ne se déroule pas autour des années 1950 mais bien après — et graphiques — le dessin est en trame et non en ligne claire. L'album est une « suite » du Mystère de la Grande Pyramide mettant en scène les héros vieillis.

- L'Art de la guerre, Éditions Blake et Mortimer, coll. "Un autre regard sur Blake et Mortimer", 128 p., 27 octobre 2023
Scénario : Jean-Luc Fromental/José-Louis Bocquet - Dessin : Floc'h -  (ISBN 978-2-87097-301-1) 
À New York, Francis Blake doit prononcer un discours à l'ONU. Au même moment, au Metropolitan Museum, un homme vandalise la stèle d'Horus avant d'être arrêté par la police. Francis Blake et Philip Mortimer, informés par le FBI, reconnaissent Olrik qui est plongé dans un état catatonique et a perdu la mémoire. À la veille de l'ouverture de la conférence pour la paix, Blake et Mortimer mènent l'enquête.

 Hors-série sans collection
- L'Aventure immobile,  Dargaud,  mars 1998[31]
Scénario :  Didier Convard  - Dessin :  André Juillard 
 Les auteurs racontent les échanges épistolaires de Francis Blake et Philip Mortimer, bien après leurs aventures alors qu'ils sont désormais à la retraite.

- La Fiancée du Dr Septimus ,  Éditions Blake et Mortimer, coll. "Le Nouveau Chapitre",  56 p.,  10 septembre 2021
Scénario :  François Rivière  - Dessin :  Jean Harambat/Isabelle Merlet -   (ISBN 978-2-87097-293-9) 
Après avoir manqué de se faire écraser par une voiture sans conducteur alors qu'il était en compagnie de Mortimer, Richard, le neveu de Francis Blake, se rappelle avoir lu un article sur la capacité de l'électricité organique à déplacer les objets à distance signé Phelps. Mortimer et Blake enquêtent alors sur la collaboratrice du docteur Septimus, une biologiste dénommée Ursula Phelps[32].

### Chronologie des aventures
Edgar P. Jacobs n'a jamais daté les aventures de Blake et Mortimer. Si dans plusieurs aventures il a donné des indications de mois, il n'a donné aucune année. Au contraire, les repreneurs datent plus précisément leurs albums, allant jusqu'à indiquer des jours précis. 
Ces aventures se déroulent principalement dans les années 1950, entre les albums de la série originelle Le Mystère de la Grande pyramide et S.O.S. Météores. En effet, les années 1950 sont l'époque à laquelle se déroule l'action de 18 albums. 
Quatre aventures se déroulent plus tôt, dans les années 1940 : Le Bâton de Plutarque, qui est une préquelle de la série, qui se déroule en 1944, Le Secret de l'Espadon, l'aventure fondatrice de la série, publiée à partir de septembre 1946, La Vallée des Immortels qui débute à la fin de l'aventure précédente et Le Dernier Espadon, qui se déroule en 1948.
Et quatre aventures se déroulent plus tard, dans les années 1960: Le Piège diabolique, Huit heures à Berlin, L'Affaire du collier et Les trois formules du professeur Sato.
Il est difficile d'établir une chronologie cohérente des albums car il y a plusieurs éléments contradictoires ; certains choix sont donc arbitraires. Le tableau suivant présente une chronologie possible des aventures, en s'appuyant sur les indications temporelles figurant dans les albums, sur une chronologie proposée par les éditions Dargaud en 2014 et sur une autre proposée par le magazine Geo dans un numéro hors-série publié en 2022 à l'occasion de la sortie de Huit Heures à Berlin.
| Aventure (ordre de publication)           | Date                             | Contexte ou fait historique |
| ----------------------------------------- | -------------------------------- | --- |
| Le Bâton de Plutarque (17)                | Mai 1944 – septembre 1946        | L'aventure commence au printemps 1944, pendant la Seconde Guerre mondiale, quelques jours avant le débarquement de Normandie le 6 juin, et s'achève deux ans plus tard, le soir-même où débute Le Secret de l'Espadon. |
| Le Secret de l'Espadon (1)                | 1946                             | L'action s'étale sur plusieurs mois. Un communiqué des différentes forces armées après l'attaque de l'Empire jaune indique la date du 30 août. L'aventure a été publiée dans Le Journal de Tintin à partir du 26 septembre 1946 et débute peu de temps après la fin de la Seconde Guerre mondiale. |
| La Vallée des Immortels (19)              | 1947                             | L'histoire commence à la fin du Secret de l'Espadon, avec l'attaque des espadons sur Lhassa. |
| Le Dernier Espadon (21)                   | Janvier - mars 1948              | L'attentat manqué contre le palais de Buckingham a lieu le 21 mars. |
| Le Mystère de la Grande Pyramide (2)      | Avril à mai 1950                 | Le télégramme envoyé par Mortimer à Blake au début de l'aventure est daté du 30 avril. L'aventure a été publiée dans Le Journal de Tintin à partir du 23 mars 1950. |
| La Marque jaune (3)                       | Décembre 1952                    | L'action se déroule au mois de décembre : Macomber reçoit une lettre de la Marque jaune le 18 décembre (planche 10, case 11, page 12) et à la fin de l'album, Blake souhaite un joyeux Noël à tous (planche 66, case 8, page 68). L'année n'est pas précisée. Toutefois, c'est en 1952 qu' Edgar P. Jacobs a accompli un voyage à Londres pour composer les décors de son futur récit. En outre, l'hymne national du Royaume-Uni au moment du récit est God Save the Queen (et non God save the King), ce qui signifie que le souverain britannique est une femme. Le récit se situe donc nécessairement après le décès du roi George VI, survenu le 6 février 1952, date à laquelle sa fille Elizabeth II a accédé au trône britannique. Le récit peut donc être situé en décembre 1952. |
| L'Onde Septimus (16)                      | Juin 1953                        | L'aventure est présentée comme une suite de La Marque jaune. L'action débute lors du Trooping the Colour, la parade d'anniversaire de la reine Élisabeth II qui a lieu au mois de juin (planche 1, case 1, page 5). Il est également précisé que la reine est jeune. Or la reine Élisabeth II est âgée de 27 ans en 1953 et a été officiellement couronnée le 2 juin 1953 en l'Abbaye de Westminster. Olrik est présent dans cet album, toujours traumatisé par son expérience de La Marque jaune. |
| Le Cri du Moloch (20)                     | Automne 1953                     | L'aventure fait suite à L'Onde Septimus. Olrik présent, toujours traumatisé par son expérience de La Marque jaune et parvient à s'en délivrer. |
| L'Affaire Francis Blake (9)               | Juin 1954                        | Un calendrier dans le bureau de l'inspecteur Kendall indique la date du jour, le 19 juin 1954 (planche 35, case 8, page 37), et Mortimer lit un journal relatant un événement survenu le 18 juin (planche 36, case 5, page 38). Définitivement libéré de l'emprise de l'onde méga et en liberté à la fin de l'aventure Le Cri du Moloch, Olrik aurait donc mis environ 9 mois à bâtir un réseau d'espionnage au Royaume-Uni (automne 1953 - juin 1954). Il est en fuite à la fin de l'album. |
| L'Étrange Rendez-vous (11)                | Automne 1954                     | L'histoire débute par une analepse située le 17 octobre 1777 (planche 1, case 1, page 3), puis la suite du récit se passe « 177 ans plus tard » (planche 3, case 1, page 5), soit en 1954. Un dialogue entre Mortimer et le Dr Kaufman confirme l'année 1954 (planche 16, case 3, page 18) et une partie de l'action se déroule dans la nuit du 16 au 17 octobre 1954 (planche 48, case 8, page 50 et planche 52, case 1, page 54). Olrik est emprisonné aux Etats-Unis à la fin de l'album. |
| Le Serment des cinq Lords (15)            | Novembre 1954                    | L'histoire commence par une analepse en novembre 1919 (planche 1, case 1, page 3) avant de se dérouler 35 ans plus tard (planche 4, case 1, page 6), soit en novembre 1954. La présence de neige indique une période hivernale. Absence cohérente d'Olrik, emprisonné aux États-Unis. |
| La Malédiction des trente deniers (14)    | Août - septembre 1955            | L'histoire débute dans la nuit du 26 au 27 août (Tome 1 : planche 1, case 1, page 3) et se poursuit rapidement deux semaines plus tard (planche 3, case 1, page 5), avec l'évasion d'Olrik. Une note indique que l'aventure se déroule douze ans avant la Dictature des colonels en 1967, c'est-à-dire en 1955 (Tome 2 : planche 53, case 6, page 55). Olrik est en liberté à la fin de l'album. |
| L'Énigme de l'Atlantide (4)               | 1956                             | L'aventure a été publiée du 19 octobre 1955 au 19 octobre 1956. L'action de La Malédiction des trente deniers se déroulant en 1955, l'année 1956 est la période la plus probable pour situer temporellement l'aventure L'Énigme de l'Atlantide. |
| La Machination Voronov (10)               | Janvier à octobre 1957           | L'histoire débute le 16 janvier (planche 1, case 1, page 3) et se termine le 4 octobre 1957, date du lancement du satellite Spoutnik 1 (planche 60, page 62) le 4 octobre 1957. À la fin de l'album, Olrik est livré aux Soviétiques et déporté en Sibérie. |
| Les Sarcophages du 6e continent (12)      | Février à avril 1958             | L'histoire débute en février 1958 (Tome 1 : planche 1, case 1, page 3) et s'achève le 17 avril 1958 lors de l'ouverture de l'Exposition universelle de 1958 à Bruxelles (Tome 2 : planche 54, page 56). Retour d'Olrik de Sibérie pour servir de cobaye à Açoka avec l'aide du KGB. |
| Le Sanctuaire du Gondwana (13)            | Été 1958                         | L'aventure est une suite des Sarcophages du 6e continent. Mortimer consulte un journal vieux de trois mois qui comporte un article relatant un évènement survenu dans cet album au printemps 1958 (planche 8, case 1, page 10), ce qui place l'action à l'été 1958. Olrik emprisonné. |
| Le Testament de William S. (18)           | Août 1958                        | Plusieurs dates sont indiquées dans l'album : le 29 août 1958 (planche 25, case 3, page 27), le 30 août (planche 30, case 1, page 32) et le 31 août (planche 48, case 6, page 50). Olrik apparaît dans sa cellule de la Prison de Wandsworth (planche 61, case 1, page 63). |
| Signé Olrik (23)                          | Printemps 1959                   | L'aventure se déroule après le récit Le Testament de William S. (août 1958) puisqu'Olrik est toujours détenu à la Prison de Wandsworth au début du récit. À la page 2 de l'album, un gardien de la prison mentionne que le printemps est arrivé, ce qui situe donc l'action de ce récit au printemps 1959. |
| S.O.S. Météores (5)                       | Mai 1960                         | L'action débute après la publication de journaux datés du 20 février et du 6 mai (planche 1, case 1, page 3), dans la première quinzaine du mois (planche 24, case 6, page 26 et planche 52, case 8, page 54. L'année n'est pas précisée. L'aventure, publiée dans Le journal de Tintin entre le 8 janvier 1958 et le 9 avril 1959, est un récit d'anticipation que l'on peut donc situer dans un futur proche par rapport à l'écriture de l'œuvre (récit de science-fiction racontant la manipulation du climat par un savant fou aux ordres d'une puissance étrangère). Les aventures Les Sarcophages du 6e continent, Le Sanctuaire du Gondwana, Le Testament de William S. et Signé Olrik se succèdent directement et les évènements relatés dans ces albums se déroulent entre le mois de février 1958 et le printemps 1959, ce qui exclut donc les années 1958 et 1959 comme périodes d'action d'une autre aventure. SOS Météores se déroulerait donc en mai 1960. Olrik est emprisonné en France à la fin de l'album.. |
| Le Piège diabolique (6)                   | Septembre à novembre 1960 à 1961 | Selon un journal, l'histoire se termine en novembre et a débuté deux mois plus tôt (planche 61, case 5, page 63). Les évènements de cette aventure se situent peu de temps après ceux relatés dans S.O.S. Météores puisque le professeur Miloch indique dans une lettre à Mortimer qu'il a été mortellement marqué aux radiations lors de la destruction de la base 001 (évènement qui a eu lieu à la fin de l'album S.O.S. Météores) et qu'il a consacré les quelques mois qu'il lui restait à vivre à la mise au point de l'engin temporel qui apparaît dans Le piège Diabolique. Absence cohérente d'Olrik, emprisonné à la Prison de la Santé. Mortimer roule en Triumph Herald, produit de 1959 à 1971. |
| Huit Heures à Berlin (22)                 | juin 1963                        | L'action se déroule au moment de la visite de John Fitzgerald Kennedy à Berlin le 26 juin 1963. Olrik est arrêté par la gendarmerie française de Berlin ouest. Six mois plus tard Blake & Mortimer écoutent l'annonce de l'Assassinat de John F. Kennedy à la radio le 22 novembre 1963 (planche 62, case 9, page 64. |
| L'Affaire du collier (7)                  | 1963                             | L'Affaire du collier de la reine de 1785 a lieu 178 ans plus tôt, d'après un article de presse présenté dans l'album (planche 1, case 3page 3), ce qui place le récit en 1963. Le mois n'est pas explicitement mentionné mais les personnages portent des vêtements légers et de fortes pluies ont lieu au cours du récit, ce qui laisse présumer que l'action se déroule en automne. Cette aventure se déroulerait donc quelques mois après Huit Heures à Berlin, récit à la fin duquel Olrik était aux mains des autorités françaises. Le récit L'Affaire du collier débute par l'évasion d'Olrik à Paris. |
| Les Trois Formules du professeur Satō (8) | 1970 ?                           | Mortimer emprunte le Shinkansen, train à grande vitesse mis en service en 1964 et séjourne à l'hôtel New Otani (Tome 2 : planche 1, case 6, page 3) qui a été construit en 1964, plaçant forcément l'action après cette date. De même, la Datsun 510 verte utilisée par la bande d'Olrik et le taxi Toyota Mark II conduit par Mortimer dans le tome 2 sont tous deux des modèles sortis en 1968. Dans cette aventure, le professeur Sato, cybernéticien, met au point des robots destinés à remplacer l'homme dans les phases les plus périlleuses du voyage cosmique. Le récit est donc contemporain de la conquête spatiale dont la période phare a été les années 1960 (chronologie de l'exploration spatiale) et dont l'apogée coïncide avec la Mission Apollo 11: les premiers pas de l'homme sur la lune en juillet 1969. Enfin, l'aventure a été publiée dans Le Journal de Tintin à partir du 5 octobre 1971. Le récit pourrait donc se dérouler aux alentours de l'année 1970.                                      |

### Chiffres de vente
Les 22 premiers albums de la série Blake et Mortimer se sont vendus à un total de 15 millions d'exemplaires.
La première reprise de Blake et Mortimer en 1996, L'Affaire Francis Blake, est un gros succès d'édition avec 600 000 exemplaires vendus.
En France, Le Sanctuaire du Gondwana s'est vendu à 266 600 exemplaires en 2008, Le Serment des cinq lords à 250 000 exemplaires en 2012, L'Onde Septimus à 235 500 exemplaires en 2013 et Le Bâton de Plutarque à 232 000 exemplaires en 2015.

### Traductions
Blake et Mortimer est disponible dans de nombreux pays à travers le monde et est traduit en douze langues, dont :

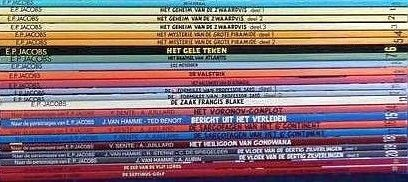
Les albums souples néerlandophones.

- l'anglais, aux éditions Cinebook ;
- l'allemand, aux éditions Carlsen ;
- le croate, aux éditions Bookglobe ;
- le danois, aux éditions Forlaget Carlsen ;
- l'espagnol, aux éditions Norma Editorial ;
- l'italien, aux éditions Alessandro Editore ;
- le néerlandais, aux éditions Blake et Mortimer
- le portugais, aux éditions Edições ASA ;
- l'arabe, aux éditions Butterfly Publishing House[39].
- Le suédois, aux éditions Carlsen/If (tome 4-10), Cobolt (tome 13 - au présent).
- Le finlandais, aux éditions Egmont (tome 1-3), Semic (tome 6 et 8), Jalava (tome 9).

## Adaptations

### Série d'animation
En 1997, une série d'animation franco-canadienne intitulée Blake et Mortimer est produite par Ellipse animation, Cactus animation, MFTV-Dargaud Films, Canal+, France 3 et M6. Elle est composée de 13 épisodes en deux parties dont les adaptations des neuf premières aventures en bande dessinée (du Secret de l'Espadon à L'Affaire Francis Blake) et quatre scénarios originaux (L'Héritage du viking, Le Secret de l'île de Pâques, Le Testament de l'alchimiste et La Porte du druide). Michel Papineschi donne sa voix à Philip Mortimer, Robert Guilmard à Francis Blake et Mario Santini au colonel Olrik.

### Feuilletons radiophoniques
Dans les années 1950/1960, plusieurs albums sont adaptés en feuilletons radiophoniques repris par la suite en vinyles, en cassettes audio et en CD. Jean Topart et Yves Brainville jouent Blake et Mortimer dans La Marque jaune et Le Mystère de la Grande Pyramide,,,, tandis que Bruno Cremer et Henri Guisol donnent leur voix aux deux héros dans Le Secret de l'Espadon,. France II (future France Inter) diffuse S.O.S. Météores de mars à avril 1962 en 26 épisodes d'une dizaine de minutes, puis Le Piège diabolique de mai à juillet 1962 en 27 épisodes. Blake et Mortimer sont interprétés par Maurice Teynac et Jacques Morel,,.

### Adaptations sous forme de disques d'aventure
En 1956, Jean Maurel adapte deux aventures de Blake et Mortimer pour les éditions Festival :
- La Marque jaune. Grand Prix du Disque de l’Académie Charles Cros.
- Le Mystère de la Grande Pyramide.

### Projets de film
Plusieurs projets d'adaptation au cinéma ont été envisagés par différents réalisateurs, mais sans jamais voir le jour.
Dans les années 1980, le réalisateur publicitaire Michel Marin cherche à convaincre Edgar P. Jacobs de donner son autorisation à une adaptation de La Marque jaune en long-métrage. En avril 1983, il tourne un pilote de 2 minutes 30 avec Pierre Vernier, Yves Brainville et Michel Vitold dans les rôles de Blake, Mortimer et du Dr Septimus. Le film impressionne Jacobs mais des divergences entre le réalisateur et la productrice mettent fin au projet.
En juin 2000, un deuxième projet d'adaptation de La Marque jaune est annoncé par le producteur français Charles Gassot. La réalisation est confiée à James Huth tandis que Blake et Mortimer sont incarnés par Rufus Sewell et Hugh Bonneville. Le tournage, au budget de 35 millions d'euros, doit débuter en février 2003 pour une sortie en octobre 2004,. Finalement, le projet semble ne plus être d'actualité lorsque le réalisateur James Huth prend les commandes de Brice de Nice en 2004.
En juin 2008, un troisième projet d'adaptation de La Marque jaune voit le jour avec l'espagnol Álex de la Iglesia à la réalisation, et Kenneth Branagh, David Thewlis et John Malkovich respectivement dans les rôles de Blake, Mortimer et Olrik. Un an plus tard, en 2009, c'est au tour de Kiefer Sutherland et Hugh Laurie d'être annoncés dans les deux rôles principaux,. Mais le réalisateur peine à rassembler les fonds nécessaires à son scénario et en 2013 le projet est définitivement abandonné.
En 2024, un quatrième projet d'adaptation de La Marque jaune est en préparation, filmé en images réelles et en anglais, réalisé par le français Cédric Nicolas-Troyan, une sortie internationale pour fin 2025 est prévue.

### Jeux vidéo
En 1988, Cobrasoft développe et édite un premier jeu vidéo d'action-aventure sur ordinateur (Thomson TO8, Amstrad CPC et Atari ST). Il s'agit d'une adaptation de l'album La Marque jaune à travers cinq niveaux.
En 1997, un nouveau jeu développé par Index+ et édité par France Telecom Multimedia sort sur PC. Intitulé Les Aventures Interactives de Blake et Mortimer : Le Piège diabolique, le jeu est une bande dessinée interactive en pointer-et-cliquer inspirée de l'album éponyme. Le joueur doit interagir avec le décor pour faire avancer l'intrigue et dévoiler les cases suivantes. Un second CD contient la BD commentée par le scénariste Benoît Peeters et un documentaire sur l'œuvre de Jacobs.
En janvier 2011, Anuman Interactive développe et édite Blake et Mortimer – La Malédiction des Trente Deniers, un jeu d'objets cachés basé sur l'album éponyme. D'abord sorti sur iOS, il est ensuite disponible sur PC et Mac,.
En janvier 2013, Némopolis sort un nouveau jeu d'aventure en pointer-et-cliquer sur PC et Mac. Intitulé Blake et Mortimer – Les Tables de Babylone, il s'agit pour la première fois d'un jeu vidéo avec un scénario original,.

### Jeux de société et d'énigmes
En 1985, la société flamande Mundi (en) de Turnhout fabrique un jeu de cartes français dont les enseignes sont représentées par des personnages de Blake et Mortimer extraits des albums, sur le dos est présent la Marque Jaune sur fond noir.
En 1998, Nathan sort un jeu de société intitulé « Le maître du rayon - Blake et Mortimer ». Jeu basé sur le thème de la lutte de Blake et Mortimer contre leur ennemi favori: Olrik. Le but est de trouver les canons réducteurs pointés vers les villes du monde sur un planisphère, avant qu'Olrik ne mette ses plans à exécution.
En novembre 2014, Ystari Games sort un jeu de société intitulé Blake et Mortimer – Witness. Les joueurs doivent résoudre des enquêtes en se chuchotant les indices en leur possession.
En octobre 2015, Fleurus sort Les Énigmes de Blake et Mortimer, un livre-jeu où le lecteur doit résoudre plus de 130 énigmes et défis logiques,. Un second livre édité par la société fille Mango sort en octobre 2016 sous le titre Les Nouvelles énigmes de Blake et Mortimer. Un livre d'escape game édité par Mango sort le 3 novembre 2017 sous le titre Escape Game Blake et Mortimer: 3 aventures so British !.
Le 28 septembre 2021, le jeu d'escape game Blake et Mortimer - La Marque Jaune sort édité par Citel et Kana.
Le 27 octobre 2023, édité par la société flamande Groep 24, le célèbre jeu de plateau Monopoly est adapté à la série Blake et Mortimer,,. Le même jour K Puzzle éditions sort un puzzle de 1000 pièces tiré d'une illustration réalisée en 2015 de l'album tome 25 La Vallée des Immortels T1.

### Musique
En septembre 2001, Warner Music France sort un album de musique de 28 titres intitulé Blake et Mortimer : alerte sonique !. L'album compile des musiques de genres bien différents inspirées par les aventures de Blake et Mortimer telles que la techno, le rhythm and blues, les variétés ou la musique contemporaine,,.

## Hommages et influences
La série Blake et Mortimer est devenue une référence pour plusieurs générations du monde francophone. De nombreux artistes lui rendent hommage à travers des clins d'œil, des parodies, des pastiches ou des histoires dérivées. Les héros ont également été utilisés pour des publicités.

### Références

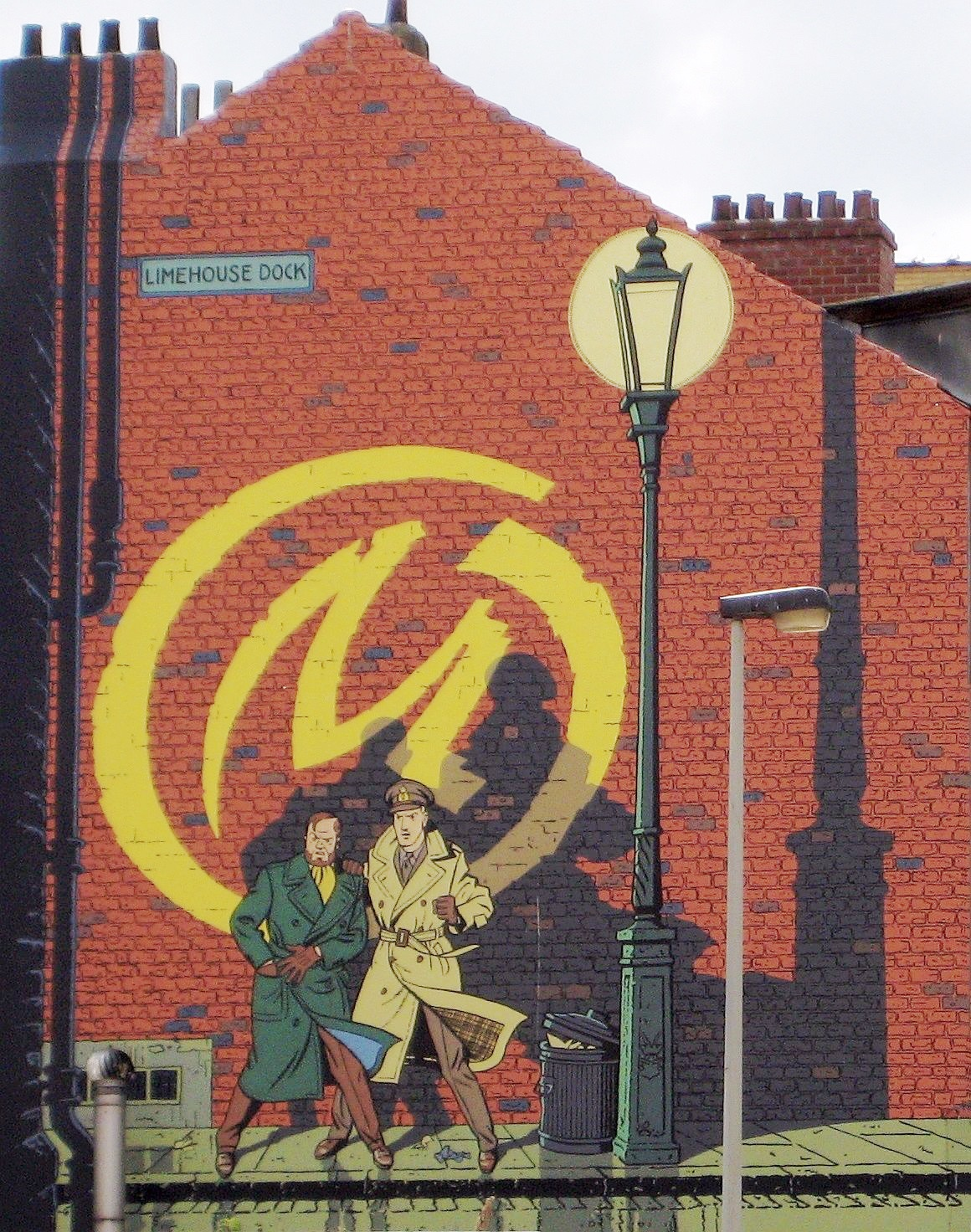
Fresque murale reproduisant la couverture de l'album La Marque jaune à Bruxelles.

### Parodies et pastiches
- Le Journal de Tintin, qui publiait les aventures de Blake et Mortimer, a consacré plusieurs de ses numéros aux deux héros d'Edgar P. Jacobs à travers parodies, pastiches et autres hommages. Le no 49 du 4 décembre 1984 est intitulé E.P Jacobs dans le Théâtre du mystère[94] et voit plusieurs dessinateurs reprendre à leur sauce les aventures de Jacobs : François Rivière, Francis Carin, Pierre Winninger, André Juillard, Jacques Tardi, Didier Convard, Bob de Moor, Serge Clerc, Arnold Goffin, Dick Briel, Tibet et Bédu. Le no 13 du 24 mars 1987, intitulé NON !?!, rend hommage à Edgar P. Jacobs, mort le mois précédent[95]. Plusieurs dessinateurs y participent : Philippe Richelle, Tibet, André Franquin, Hergé, Bob de Moor, Éric Hérenguel et Jean-Pierre Croquet.

- Dans les années 1980, Roger Brunel pastiche les deux héros dans plusieurs albums de sa série Pastiches.
- En 1982, Toni Jacquobs mélange les histoires de différents albums au sein d'une seule aventure publiée sous le titre Black et Mordecker dans le no 21 de Bédésup (2 planches)[96].
- En 1984, Al Voss imagine dans son album Parodies une histoire où Blake, Mortimer et Olrik forment un triangle amoureux, Les Aventures passionnantes de Blake-Mortimer (1 planche)[97].
- Toujours en 1984, Jacques Tardi leur fait faire une brève apparition, en soldats britanniques de la Première Guerre mondiale, dans Le Noyé à deux têtes[98].
- En 1990, dans Parodies : 3 - Vingt ans après, Jean-Michel Aubert et Christophe Arleston dessinent Flake et Oldtimer, une aventure où les deux héros, vieillis de vingt ans, déjouent de nouveau le plan d'Olrik (2 planches)[99],[100]. * En 1999, Jean-Pierre Dirick imagine la séance de psychanalyse du Pr Mortimer sous le titre Philip Mortamer, ou la Frustration de l'Espadon dans son album Le Divan de la BD. Il s'appuie pour cela sur de véritables analyses du personnage réalisées par des psychanalystes et psychologues (8 planches)[101],[102].

- Les Aventures de Scott et Hasting de Marniquet, trois tomes de 2001 à 2003 chez Albin Michel.

- En 2003, Émile Bravo imagine ce qu'auraient été Blake et Mortimer s'ils avaient été inventés par un nazi et non un belge. Il raconte l'histoire d'un soldat et d'un scientifique nazis, Philémon et Franziskus, dans Les Aventures de Swartz et Totenheimer, d'après les personnages d'Adolf Hitler publié dans le no 23 de Ferraille illustré (2 planches)[103],[104].

- En 2005, les éditions Dargaud — propriétaire des Éditions Blake et Mortimer — lancent une série de parodie « officielle » de Blake et Mortimer : Les Aventures de Philip et Francis. Pierre Veys et Nicolas Barral y caricaturent les personnages à l'extrême et tournent en dérision leurs aventures. La série compte 3 albums : Menaces sur l'Empire sorti en mars 2005, Le Piège machiavélique en mars 2011 et S.O.S. Météo en septembre 2014[105].
- De 2006 à 2010, Pixel Vengeur se lance avec A.Perroud dans une parodie "parental advisory" intitulée Les Aventures de Black et du Suprême Mortamère aux éditions Le Cycliste puis Ange. Il remplace Blake et Mortimer par deux jeunes de banlieue qui évoluent dans les lieux des aventures de nombreux autres héros de BD. La série compte 3 albums : Black et Mortamère niquent le système sorti en 2006, Black et Mortamère niquent le système 2 en 2007 et Black et Mortamère feukent ze system en 2010[106].
- En 2010, Romain Dutreix dessine Brake et Moltimer dans la malédiction du mystère secret de la machination diabolique ! publié dans le no 406 de Fluide glacial[107].
- En 2018, Yann et Alain Henriet font apparaître dans Silbervogel, le sixième et dernier tome de leur série Dent d'ours, un officier des services secrets britanniques qui est le frère jumeau du capitaine Blake : uniforme kaki de l'armée de terre britannique, fine moustache blonde et pipe.

### Publicités
De 1986 à 1987, Blake et Mortimer apparaissent dans des visuels des campagnes publicitaires de CCM Micro dessinés par Ted Benoit. En 1987, Pascal Fournier et Pascal Dubuck réalisent Les Aventures d'Alexandre de la Mareneuve et d'Évry Cédex : 1 - La Marque bleue, un album promotionnel pour le Groupe Accor. Cette même année, la mairie de Montreuil réalise un dépliant, Mystère à Montreuil : Une enquête de Blake et Mortimer, dans lequel Bob de Moor met en scène les deux héros enquêtant sur une mystérieuse marque « M », ce qui les conduit à découvrir le fonctionnement du service propreté de la ville.

### Autres
La série fait partie des cent livres du siècle préférés des français.

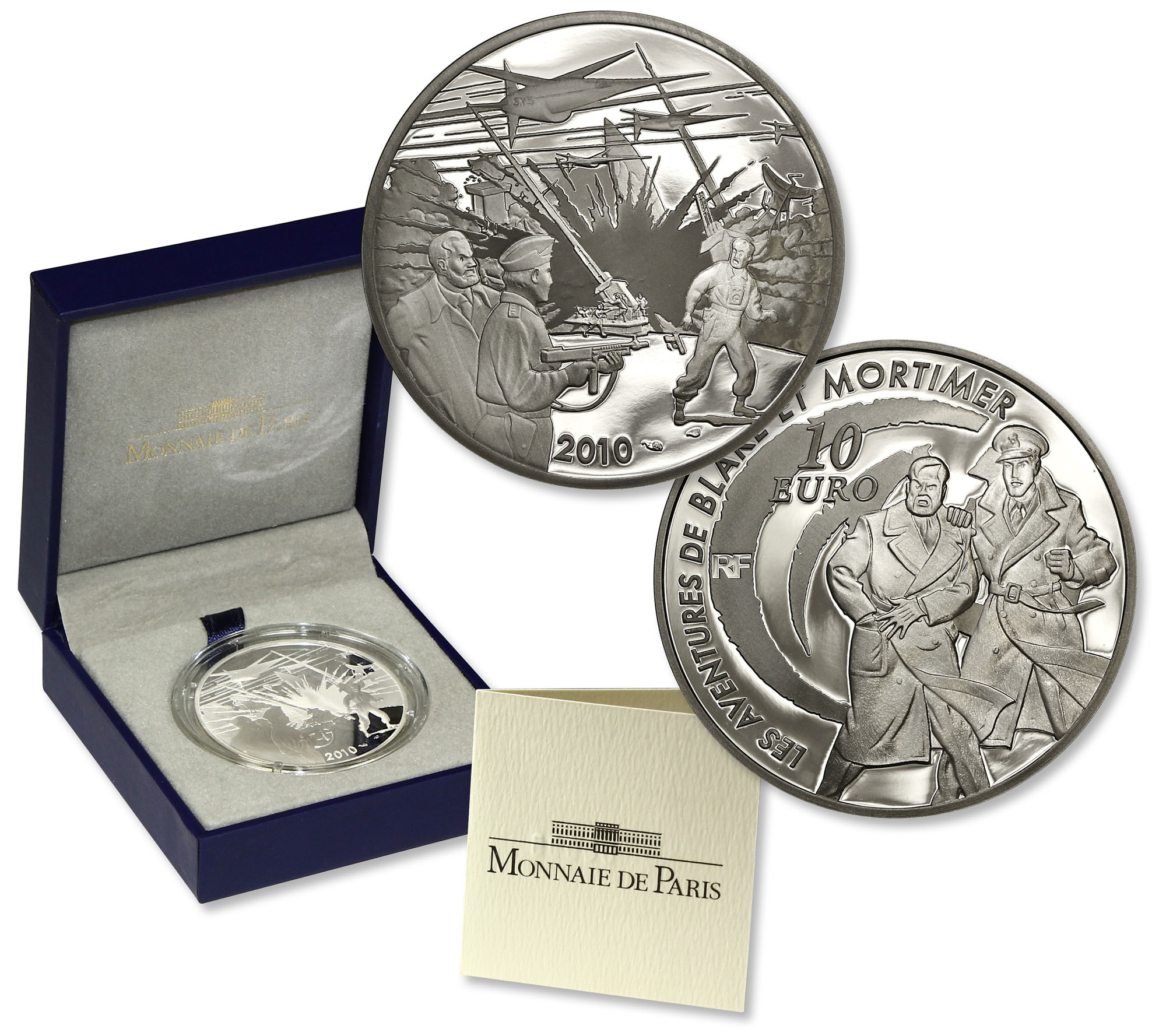
Pièce de 10 € en argent Les Aventures de Blake et Mortimer.

De nombreuses expositions sont organisées sur l'univers de Blake et Mortimer à travers le monde. Par exemple, de novembre 2003 à juillet 2004, à l'occasion du 100e anniversaire de la naissance d'Edgar P. Jacobs, le musée de l'Homme de Paris et le festival international de la bande dessinée d'Angoulême organisent une grande exposition rétrospective sur Blake et Mortimer intitulée Blake et Mortimer à Paris ! — en référence au sous-titre de l'album S.O.S. Météores. Les dessins, croquis préparatoires, sont mis en perspective avec les pièces des collections du Muséum national d'histoire naturelle et de la Réunion des musées nationaux tels que des squelettes. De 2007 à 2010, la mairie de Maxéville organise chaque année un week-end d'exposition sur l'univers d'Edgar P. Jacobs.
À l'occasion de la Fête de la BD de Bruxelles, un spectacle son et lumière mettant en scène des héros de bande dessinée est projeté sur les murs de la Place Royale. Blake et Mortimer apparaissent dans plusieurs éditions,.
En 2010, la Monnaie de Paris émet deux pièces de collection en euro sur le thème de Blake et Mortimer : une pièce de 10 € en argent à 10 000 exemplaires et une pièce de 50 € en or à 500 exemplaires. La face représente une scène tirée de l'album Le Secret de l'Espadon où l'on voit les deux héros arrêter le colonel Olrik, avec en arrière-plan, les avions « espadon » qui attaquent, et en bas, le millésime « 2010 » et les différents. Le revers montre Blake & Mortimer en pied dans leur pose caractéristique, avec en fond, le « M » symbolique de la série dans lequel « RF » est inséré, sur lequel vient s'inscrire la valeur faciale de 50 euros ou 10 euros, et en pourtour à gauche, la mention « Les Aventures de Blake et Mortimer ». Cette même année, la Monnaie de Paris et les éditions Dargaud sortent un coffret en 1 500 exemplaires contenant le diptyque La Malédiction des trente deniers, un ex-libris numéroté, une médaille originale en cuivre numérotée et la réplique d'un denier romain.
La marque indienne de motos Royal Enfield a créé en 2009 une série spéciale Blake et Mortimer sur la base de son modèle Bullet 500.
Selon Laurent et Hubert Védrine, en 1954, lors de son second mandat de Premier Ministre, conséquemment à sa santé déclinante, Winston Churchill a exigé instamment le rassemblement de toutes les informations concernant la base secrète du détroit d'Ormuz, et de consulter au passage le professeur Blake.